# Campeonato Maranhense 1948
In 1948 werd het 29ste Campeonato Maranhense gespeeld voor voetbalclubs uit Braziliaanse staat Maranhão. De competitie werd georganiseerd door de FMF en werd gespeeld van 31 oktober tot 11 december. Moto Club werd kampioen. 

## Eindstand
| Plaats | Club           | Wed. | W | G | V | Saldo | Ptn. |
| ------ | -------------- | ---- | - | - | - | ----- | ---- |
| 1.     | Moto Club      | 6    | 5 | 1 | 0 | 19:10 | 11   |
| 2.     | Sampaio Corrêa | 6    | 4 | 0 | 2 | 12:11 | 8    |
| 3.     | Maranhão       | 6    | 1 | 1 | 4 | 8:13  | 3    |
| 4.     | Santa Izabel   | 6    | 1 | 0 | 5 | 12:17 | 2    |

|  | Kampioen |

## Kampioen
| Campeonato Maranhense de 1948 |
| Maranhão                      |
| ----------------------------- |
| MOTO CLUB Kampioen (5° titel) |

## Topschutter
| Speler            | Speler | Goals | Club         |
| ----------------- | ------ | ----- | ------------ |
| Vlag van Brazilië | Pepê   | 8     | Santa Izabel |